# Dunadd
Dunadd (gaélico escocés Dún Ad, "fuerte en el río Add", irlandés antiguo Dún Att) es un castillo en Argyll and Bute, Escocia, que data del período Edad del Hierro y temprano medieval y se cree que es la capital del antiguo reino de Dál Riata. Dal Riata era un reino gaélico abarcando la costa norte de Irlandesa hasta Argyll y las islas escocesas en los primeros siglos d. C., posiblemente después de que los romanos abandonaran el sur de Gran Bretaña y en el momento en que los anglosajones cruzaban el Mar del Norte para contrarrestar las incursiones sobre el Muro de Adriano por parte de los pictos y Dalriadan escoceses.

## Descripción
Dunadd es un peñasco rocoso que en su día pudo haber sido una isla y que ahora se encuentra tierra adentro, cerca del río Add, de donde toma su nombre, un poco al norte de Lochgilphead (NR 836 936). La tierra circundante, ahora en gran parte recuperada del mar, antiguamente era pantanosa y se la conocía como "Mòine Mhòr" ("Gran Páramo") en gaélico escocés. Sin duda, esto aumentó el potencial defensivo del lugar. Un análisis detallado de los cambios del nivel del mar en la región sostiene que Dun era una isla o promontorio en tiempos históricos y que el retroceso del nivel del mar dejó la fortificación expuesta al asedio y la toma de posesión en los siglos VI y VII.

## Historia
Originalmente ocupado en la Edad de Hierro, el sitio se convirtió más tarde en la sede de los reyes de Dál Riata. Es conocido por sus tallas de piedra únicas debajo del recinto superior, incluida una huella de petrosomatoglifo y una palangana que se cree que formaron parte del ritual de coronación de Dál Riata. En el mismo afloramiento rocoso plano hay un jabalí inciso en estilo picto y una inscripción en escritura ogham. La inscripción hace referencia a un tal «Finn Manach» y está fechada a finales del siglo VIII o después.
Dunadd se menciona dos veces en fuentes antiguas. En 683, los «Anales del Ulster» registran: «El asedio de Dún At y el asedio de Dún Duirn» sin más comentarios sobre el resultado o los participantes. En la misma crónica, la entrada correspondiente al año 736 dice: «Aengus hijo de Fergus, rey de los pictos, asoló el territorio de Dál Riata y se apoderó de Dún At, quemó Creic y encadenó a dos hijos de Selbach, es decir, Donngal y Feradach». 
El lugar fue ocupado después del año 736, al menos hasta el siglo IX. Se menciona dos veces en fuentes posteriores, lo que sugiere que mantuvo cierta importancia. En 1436, se registra que «Alan hijo de John Riabhach MacLachlan de Dunadd» fue nombrado senescal de las tierras de Glassary; La residencia principal de los MacLachlan de Dunadd se encontraba debajo del fuerte. En junio de 1506, los comisionados designados por Jaime IV, entre los que se encontraban el conde y el obispo de Argyll, se reunieron en Dunadd para recaudar rentas y resolver disputas.
El sitio es un Monumento Antiguo, bajo el cuidado de Historic Scotland, y está abierto al público (abierto todo el año; entrada gratuita).

## Excavaciones
Dado que Dunadd se menciona en fuentes antiguas y es fácilmente identificable, se ha excavado en varias ocasiones. (1904-1905, 1929 y 1980) y posee uno de los conjuntos de hallazgos más importantes de cualquier yacimiento medieval temprano en Escocia. Los hallazgos abarcan desde el siglo VI hasta el VIII d. C. Entre ellos se incluyen herramientas, armas, piedras de moler, cerámica importada y piezas con motivos y moldes para la fabricación de artículos de metal fino (especialmente joyas).

## Conexión Bruach An Druimein
Siete kilómetros al norte de Dunadd se encuentra el yacimiento de Bruach An Druimein. Excavado en la década de 1960 antes de la explotación de una cantera de grava, los arqueólogos descubrieron los restos de un cementerio de cistas de la Edad de Bronce, dos casas circulares de la Edad de Hierro y una serie de artefactos del período medieval temprano que eran contemporáneos con Dunadd. Se encontraron dos cuentas de vidrio medievales que tienen composiciones químicas similares a las encontradas en Dunadd, lo que llevó a los arqueólogos a creer que las cuentas provenían de Dunadd y que el sitio estaba asociado con Dunadd o controlado por él.